# One for the Radio
One for the Radio è un singolo del gruppo musicale britannico McFly, pubblicato nel 2008 ed estratto dal loro quarto album in studio Radio:Active.

## Tracce
- CD 1 (UK)

1. One for the Radio (Radio Edit) - 3:07
2. Do Ya (Acoustic Version) - 2:55

- CD 2 (UK)

1. One for the Radio (Radio Edit) - 3:07
2. Falling in Love (Acoustic Version) - 4:11

- CD 3 (UK)

1. One for the Radio (Radio Edit) - 3:07
2. POV (Acoustic Version) - 4:01

## Video
Il videoclip della canzone è stato diretto da Steve Jocz, noto per essere il batterista del gruppo Sum 41.

## Classifiche
| Classifica (2008) | Posizione raggiunta |
| ----------------- | ------------------- |
| Regno Unito       | 2                   |